# Массі Західний
Массі́ За́хідний (фр. Massy-Ouest) — кантон у Франції, в департаменті Ессонн регіону Іль-де-Франс.

## Склад кантону
Кантон включає в себе 1 муніципалітет:
| Муніципалітет | Площа | Населення, осіб | Рік  |
| ------------- | ----- | --------------- | ---- |
| Массі*        | 3,96  | 21801           | 2007 |

* — лише західна частина міста Массі

## Консули кантону
| Період    | Консул               | Посада                                                      |
| --------- | -------------------- | ----------------------------------------------------------- |
| 1985—1992 | Jean-Luc Mélenchon   | Заступник мера муніципалітету Массі, сенатор                |
| 1992—1998 | Vincent Delahaye     | Мер муніципалітету Массі                                    |
| 1998—2004 | Jean-Luc Mélenchon   | Міністр, сенатор                                            |
| 2004—2014 | Marie-Pierre Oprandi | Віце-президент Генеральної ради з соціально-трудових питань |

| Франція | Це незавершена стаття з географії Франції. Ви можете допомогти проєкту, виправивши або дописавши її. |